# Elizeu Ferreira Marciano
Elizeu Ferreira Marciano (nacido el 21 de octubre de 1979) es un futbolista brasileño que se desempeña como defensa.
Jugó para clubes como el Rio Branco, Atlético Mineiro, Comercial, Joinville, Criciúma, Yokohama FC, Vegalta Sendai y Tokushima Vortis.

## Trayectoria

### Clubes
| Club                    | País   | Año         |
| ----------------------- | ------ | ----------- |
| Rio Branco              | Brasil | ????        |
| Atlético Mineiro        | Brasil | 2002        |
| Chongqing Dangdai Lifan | China  | 2003        |
| Comercial               | Brasil | 2005        |
| Joinville               | Brasil | 2005 - 2006 |
| Criciúma                | Brasil | 2007        |
| Yokohama FC             | Japón  | 2008        |
| Vegalta Sendai          | Japón  | 2009 - 2010 |
| Tokushima Vortis        | Japón  | 2011 - 2012 |